# Caenolestes condorensis
Caenolestes condorensis es una especie de mamífero marsupial paucituberculado de la familia Caenolestidae endémico de la cordillera del Cóndor, en el sureste de Ecuador. No se conocen subespecies.